# Liste der Monuments historiques in Thézey-Saint-Martin
Die Liste der Monuments historiques in Thézey-Saint-Martin führt die Monuments historiques in der französischen Gemeinde Thézey-Saint-Martin auf.

## Liste der Immobilien
| Bezeichnung | Beschreibung                                                                                            | Standort             | Kennzeichnung | Schutzstatus | Datum | Bild           |
| ----------- | --- | -------------------- | ------------- | ------------ | ----- | -------------- |
| Festes Haus | Ruinen von Wohngebäude, Umfassungsmauer und Kapelle; 1453 erstmals erwähnt, im 17. Jahrhundert zerstört | Rue du Moulin (Lage) | PA00132872    | Inscrit      | 1994  | weitere Bilder |